# Tierce (đơn vị)
Tierce (terse) vừa là một đơn vị đo thể tích hàng hóa cổ và là tên của thùng tô nô có kích thước đó. Các định nghĩa phổ biến nhất là một phần ba của một pipe hoặc bốn mươi hai gallon.

## Sử dụng
Các thùng có chiều dài khoảng 20,5 inch và được chế tạo để chứa chất lỏng (từ xưởng đóng thùng ướt) hoặc hàng khô (từ xưởng đóng thùng khô). Đơn vị được sử dụng dao động từ đường đến rượu rum, từ bò và cá muối.

## Lịch sử
Từ điển tiếng Anh Oxford liệt kê cách sử dụng đầu tiên của thuật ngữ này theo nghĩa này xảy ra vào năm 1531. Năm 1630, Ben Jonson, nhà thơ hiện tại của nước Anh, đã kiến nghị rằng giá trị của vị trí này được nâng lên. Mong ước của ông đã được thực hiện, và ngoài ra, ông và những người kế vị của mình đã nhận được một lượng rượu từ Quần đảo Canary, một truyền thống tiếp tục cho đến khi Henry James Pye trở thành Laureate vào năm 1790. Trái ngược với một số đơn vị đo lường khác như pipe, thùng tô nô và frail, định nghĩa của tierce vẫn ổn định với các mục tương tự được tìm thấy trong từ điển từ 1658 đến 1780. Đến năm 1847, sự ra đời của công nghệ hơi nước cho phép một nhà máy sản xuất 25 người tạo ra 15.000 thùng tierce mỗi năm.

## Lỗi thời
Đến năm 1899, những người đề xuất hệ mét có thể đã nói rằng tierce này là một trong nhiều "sự tò mò và sự man rợ" ở Mỹ, và đến năm 1917, ngay cả những người phản đối hệ thống số liệu cũng gọi đây là phép đo tương tự của coomb, pott, chaldron, palm hoặc barleycorn. Perch, puncheon, span, tier và toise đều bị lãng quên. Ngay cả furlong, gill và dây cũng biến mất."